# 桑頓 (科羅拉多州)
桑頓（英語：Thornton, Colorado）是美国科羅拉多州的一個城市，位於州府丹佛以北。行政上大部分屬於亞當斯縣，餘屬韋爾德縣。面積70.4平方公里，2006年人口109,155人，是該州第六大城市。1956年5月12日設市。城名紀念第33任科羅拉多州州長丹尼爾·I·J·桑頓。